# Мухаммад Дейф
Мухаммад Дейф (араб. محمد الضيف‎; урождённый Мухаммад Диаб Ибрагим аль-Масри (араб. محمد دياب إبراهيم المصري‎), известный также как Абу Халид; 12 августа 1965, Хан-Юнис, сектор Газа — 13 июля 2024) — палестинский военный деятель, полевой командир, с 2002 года — командующий военным крылом исламистской организации ХАМАС, находившийся в статусе глобального террориста особого значения. В Израиле считался одним из самых опасных террористов, лично спланировавшим десятки терактов против мирных граждан.
Убит 13 июля 2024 года в результате авиаудара.

## Биография
Был учеником Яхьи Аяша; занял пост главы Бригад «Изз ад-Дин аль-Кассам» после гибели предшественника, Салаха Шехаде.
После смерти Аяша под руководством Дейфа ХАМАС провёл серию терактов. Также Дейф ответственен за похищения израильских солдат, наибольшую известность из которых приобрело похищение и убийство Нахшона Ваксмана.
После серии терактов в 1996 году, когда за неделю погибло 58 мирных граждан, Дейф ушёл в подполье, и многие считали, что он находится в Египте. Но через два года, из-за тяжёлого состояния, в котором находились палестинские боевые организации после ликвидации многих их лидеров, Дейфу пришлось вновь заняться подготовкой терактов из сектора Газа.
Израильские спецслужбы семь раз предпринимали попытки его ликвидации, но Дейфу каждый раз удавалось избежать гибели. В 2002 году, в результате прямого попадания ракеты в его автомобиль, Дейф потерял глаз и руку. По информации спецслужб в одном из терактов он также лишился ноги. В 2006 году, в результате израильской атаки на дом, где проходило совещание лидеров ХАМАС, по неподтверждённым сведениям, его парализовало, и он практически не разговаривает.
Израильские спецслужбы считают, что нападение на израильских военных в районе КПП «Суфа» и «Керем-Шалом», похищение военнослужащего Гилада Шалита в июне 2006 года были спланированы Мохаммадом Дейфом. Он продолжает оставаться фактическим лидером боевого крыла ХАМАСа, а его влияние возросло после ликвидации Ахмеда Джабари израильскими военными осенью 2012 года.
19 августа 2014 года израильская авиация сбросила 3 бомбы (по тонне) на дом некого Ахмеда Ясина Далу в секторе Газа в котором предположительно находился Дейф и одна из его жен (27 лет), их дочь (3 года) и сын (7 месяцев). В ночь на 21 августа, палестинское информационное агентство в Газе опубликовало медицинскую справку, согласно которой Дейф, его жена и сын умерли в больнице «Шифа» после израильского удара. ХАМАС отрицает эту информацию.
С 14 ноября 2023 года находится под санкциями Великобритании (запрет на въезд в страну и заморозку банковских счетов в случае их обнаружения) и США.
По информации ВВС по состоянию на 2023 год израильские спецслужбы обладали всего тремя его фотографиями. На одной из них он запечатлен в маске, на другой видна лишь его тень. На третьем фото его лицо в молодом возрасте. Мухаммад аль-Масри получил прозвище Аль-Дейф (араб. الضيف‎ —  Гость‎) за то, что в течение многих лет он еженочно пребывал в различных домах, избегая выслеживания и убийства со стороны Израиля. Известен как «главный инженер» ХАМАС, «кот с девятью жизнями», «боец с девятью жизнями», а также как «глашатай смерти».
20 мая 2024 года прокурор Международного уголовного суда Карим Хан запросил ордер на арест Дейфа как ответственного за военные преступления против человечности в ходе нападения ХАМАС на Израиль, включая «истребление, убийства, захват заложников, изнасилования и сексуальное насилие в плену».
13 июля 2024 года израильтяне нанесли удар по вилле семьи Саламе, поскольку разведка предполагала, что Дейф там, после чего военные заявили, что Дейф стал жертвой атаки, однако не смогли установить, был ли он действительно убит. ХАМАС в свою очередь заявил, что Дейф чувствует себя хорошо и продолжает действовать. Саудовский канал «Аль-Хадас» сообщил, что Дейф в результате атаки был серьёзно ранен. 21 июля Израиль официально подтвердил смерть Дейфа. ХАМАС сначала отрицала его гибель, однако, в ноябре всё же признала её.